# Pasaje Juramento
Pasaje Juramento es un pequeño pasaje peatonal de la ciudad de Rosario. Conecta el Propileo Triunfal de la Patria, parte posterior del Monumento Nacional a la Bandera, con la calle Buenos Aires, pasando entre el Palacio Municipal y la Iglesia Catedral.
El proyecto del pasaje nació a finales del siglo XIX. Incluso el Arq. Angel Guido (diseñador del Monumento) lo proyectó en un boceto en el que plasmó una visión en conjunto del Monumento y el Parque circundante. Ese sueño recién se hizo realidad en 1996, cuando la Municipalidad de Rosario convocó a un Concurso de Anteproyectos para el completamiento definitivo del Conjunto Cívico Monumental que incluía la construcción del Pasaje y la reubicación de las esculturas en mármol de Carrara de Lola Mora, que formaron parte de su proyecto de Monumento para el que fuera contratada a comienzos del siglo XX y que luego quedaran casi en el olvido.
El Concurso Nacional de Anteproyectos tuvo como jurados a los arquitectos Miguel Petrelli, Carlos Malamud, Ademar Cerfoglio y Daniel Vidal, al ingeniero Carlos Mastrogiuseppe y a la profesora Arminda Ulloa.
Los realizadores del proyecto ganador fueron los arquitectos Alejandro Beltramone, Marcelo Ponzellini y Mariano Costa.
El 7 de octubre de 1997, día de la Virgen del Rosario, quedó oficialmente inaugurada la primera etapa del proyecto cuando fueron colocadas las esculturas de Lola Mora sobre el espejo de agua. El 27 de febrero de 1999 (día de conmemoración del primer izamiento del pabellón nacional), quedó inaugurada la segunda etapa que vincula la Plaza 25 de Mayo con el Monumento Nacional a la Bandera.

## Galería de imágenes

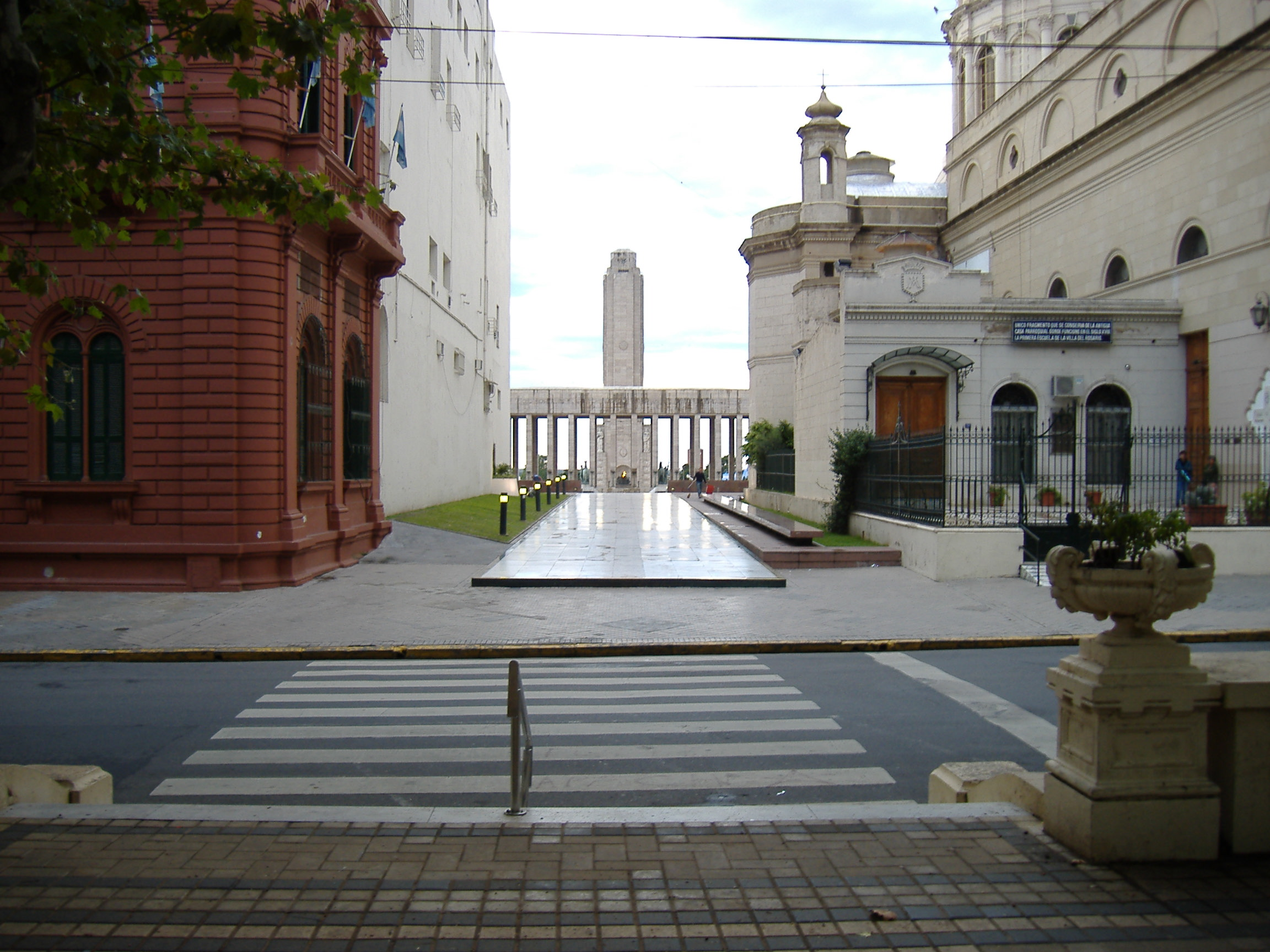
Pasaje Juramento
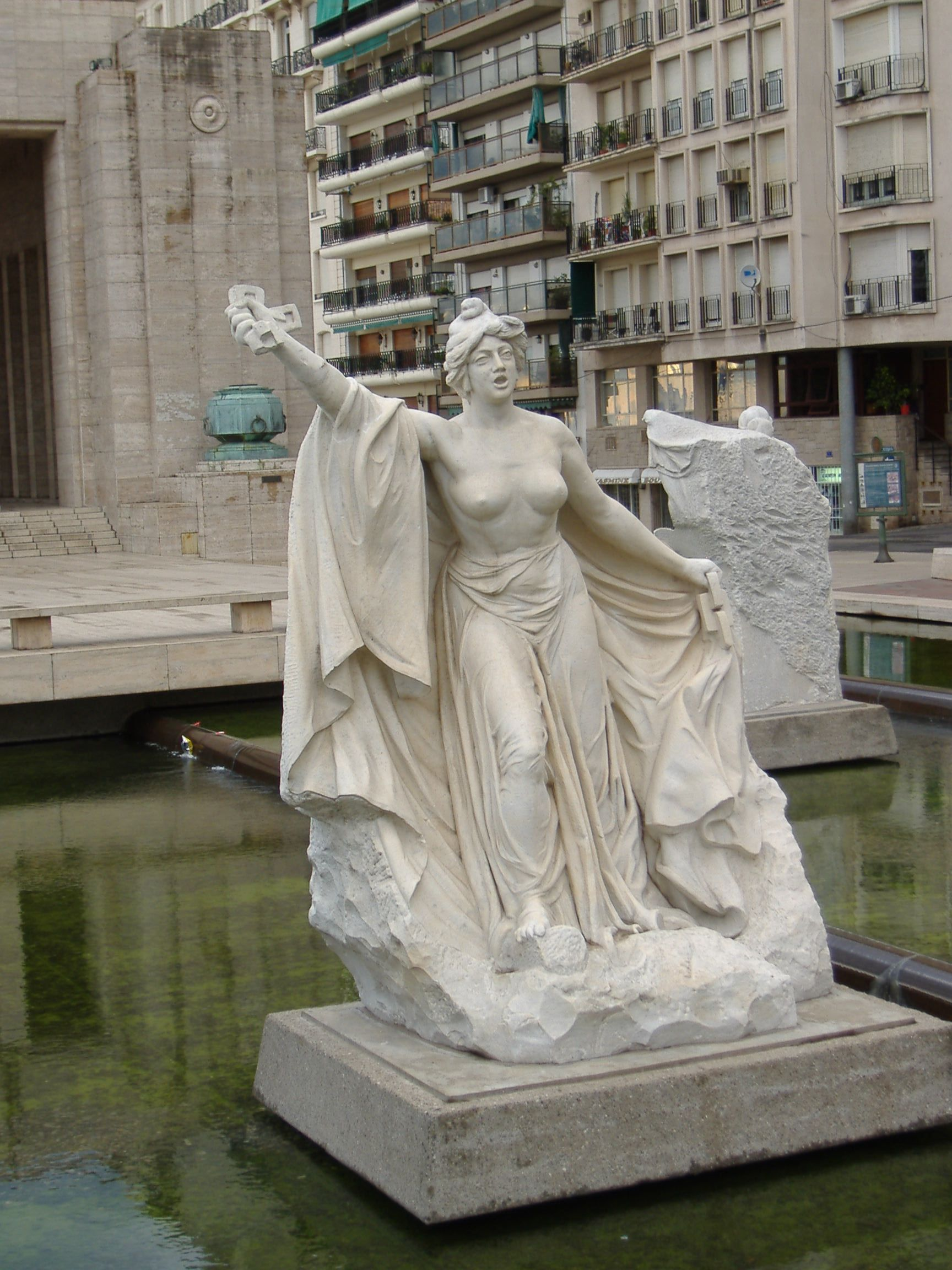
La Patria
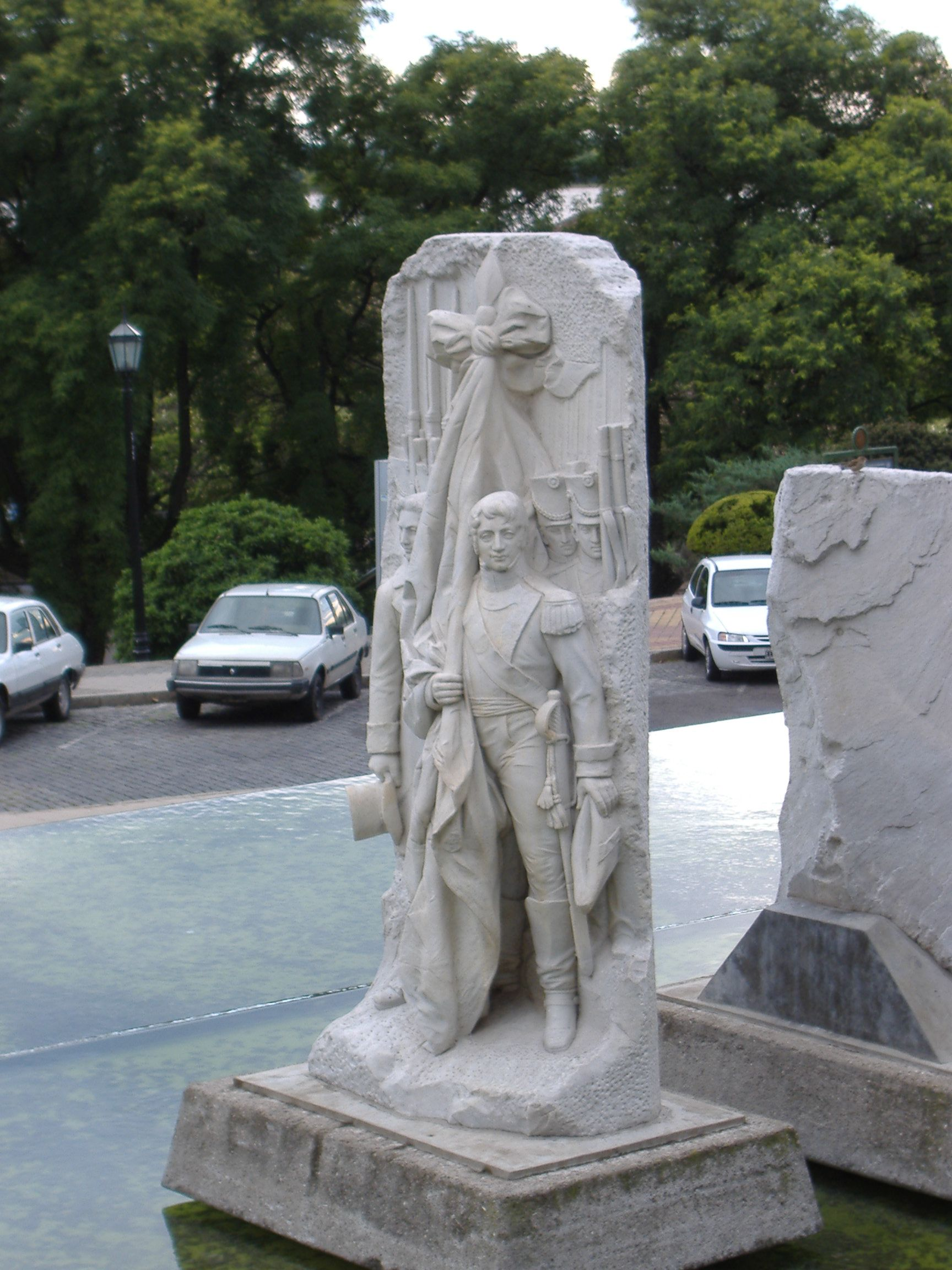
Belgrano y la Bandera
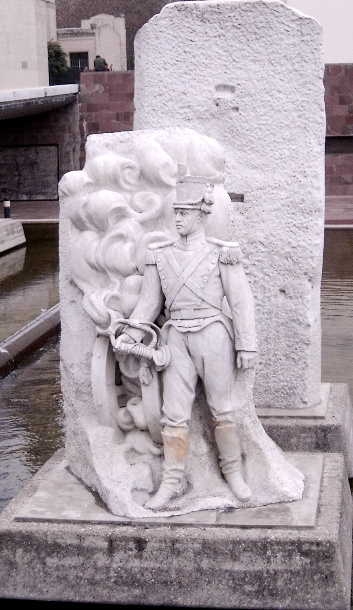
El Soldado y el Clarín
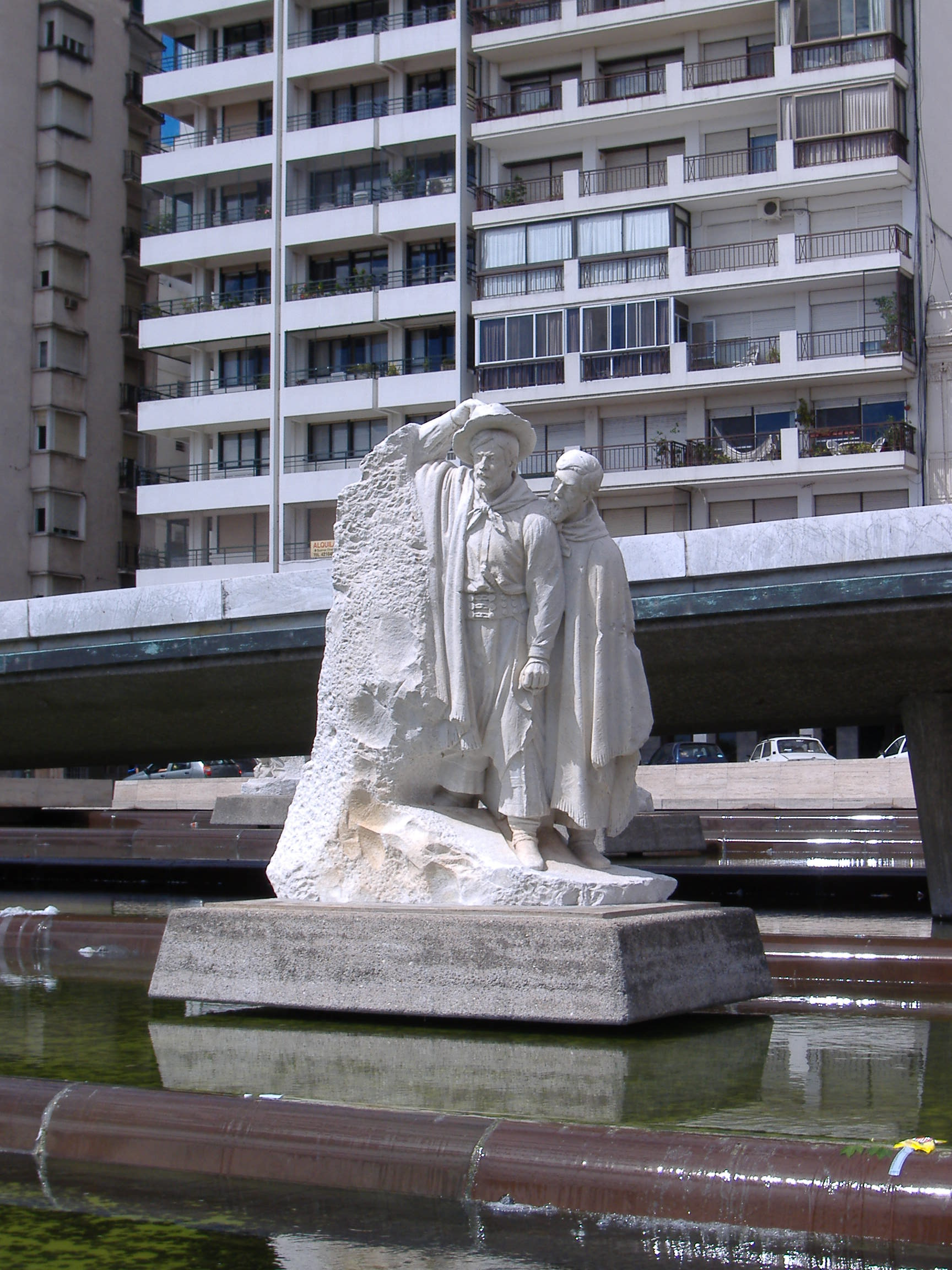
El Pueblo
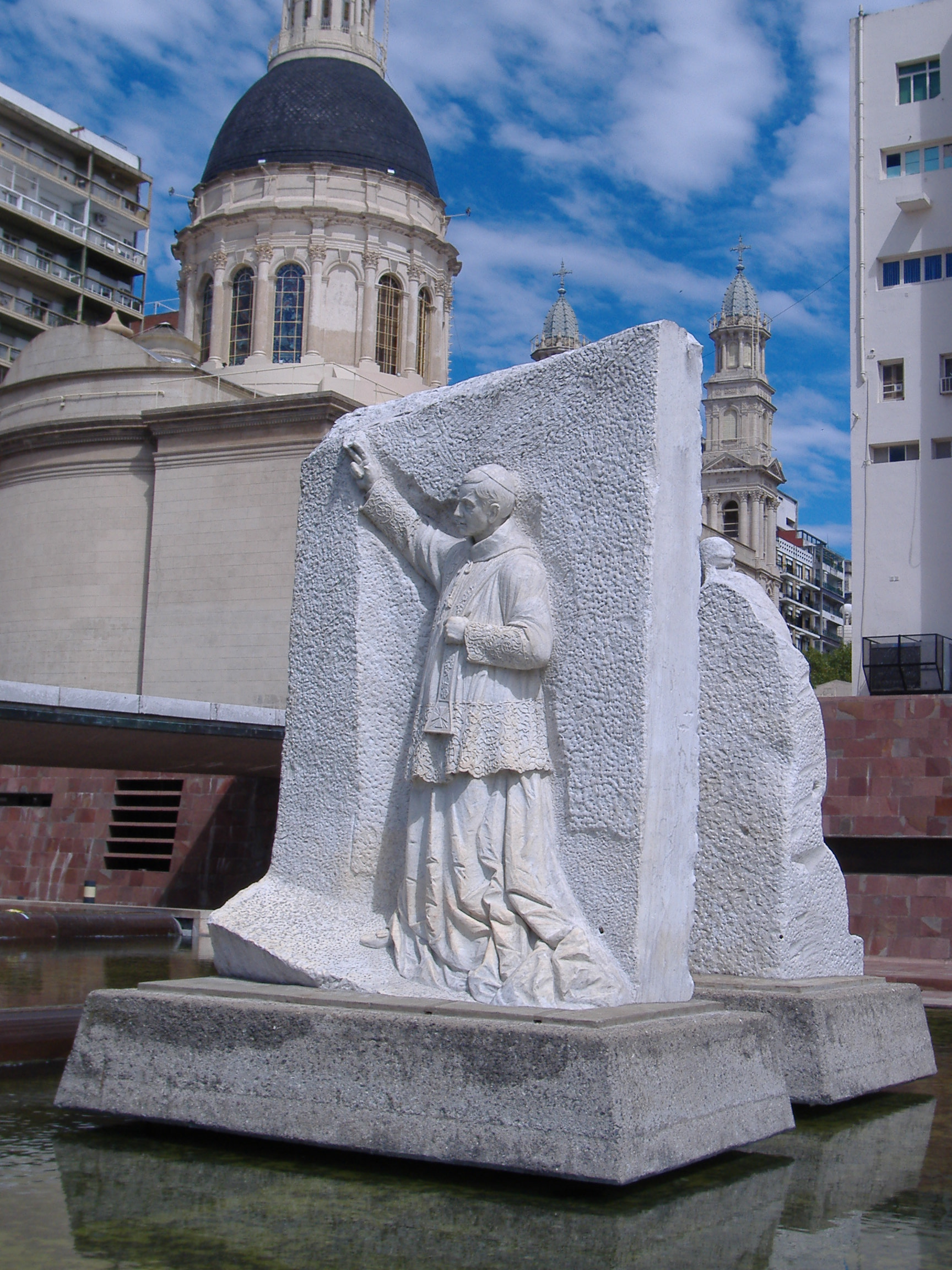
Fray Gorriti bendiciendo la Bandera
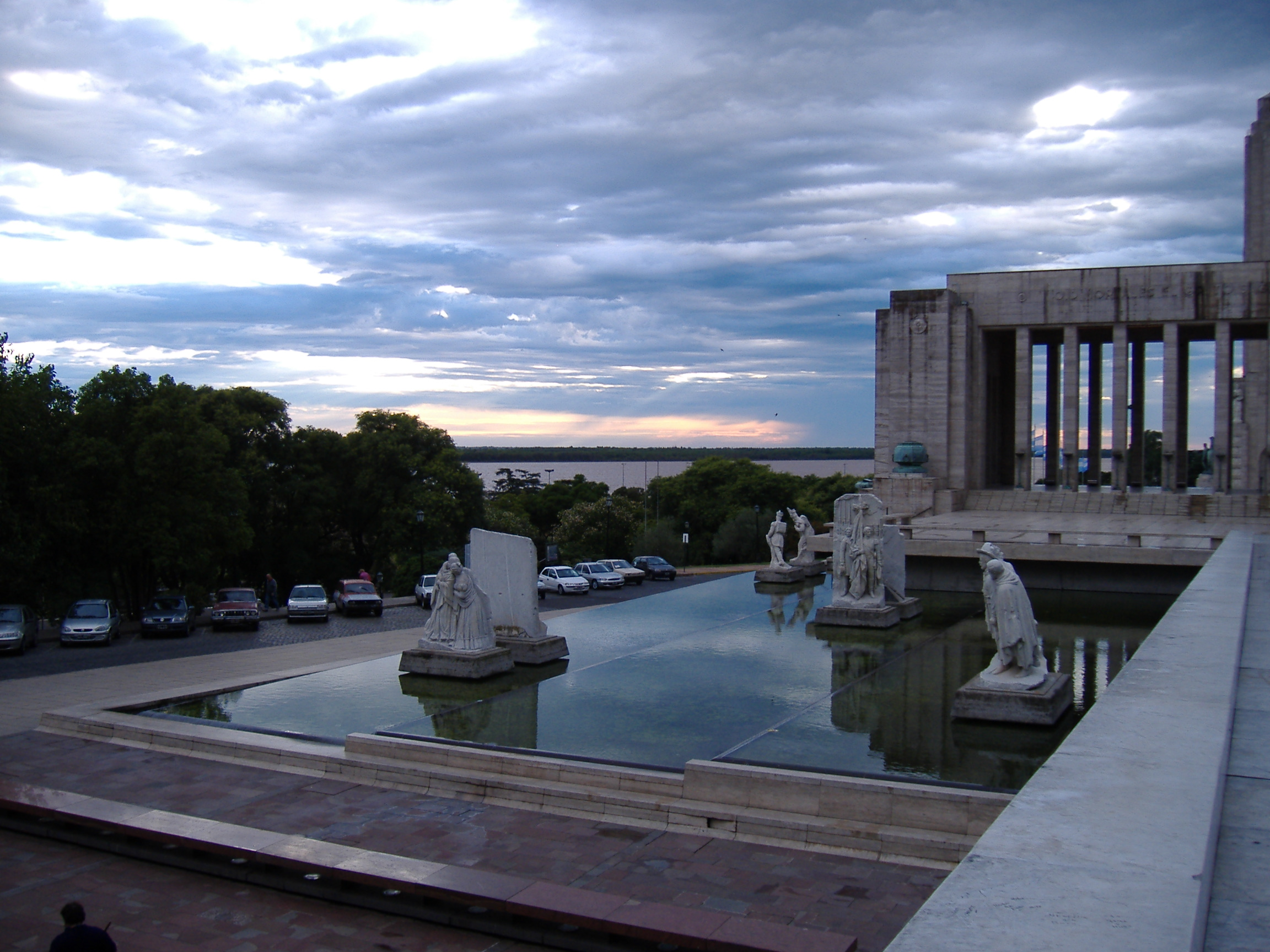
Esculturas de Lola Mora
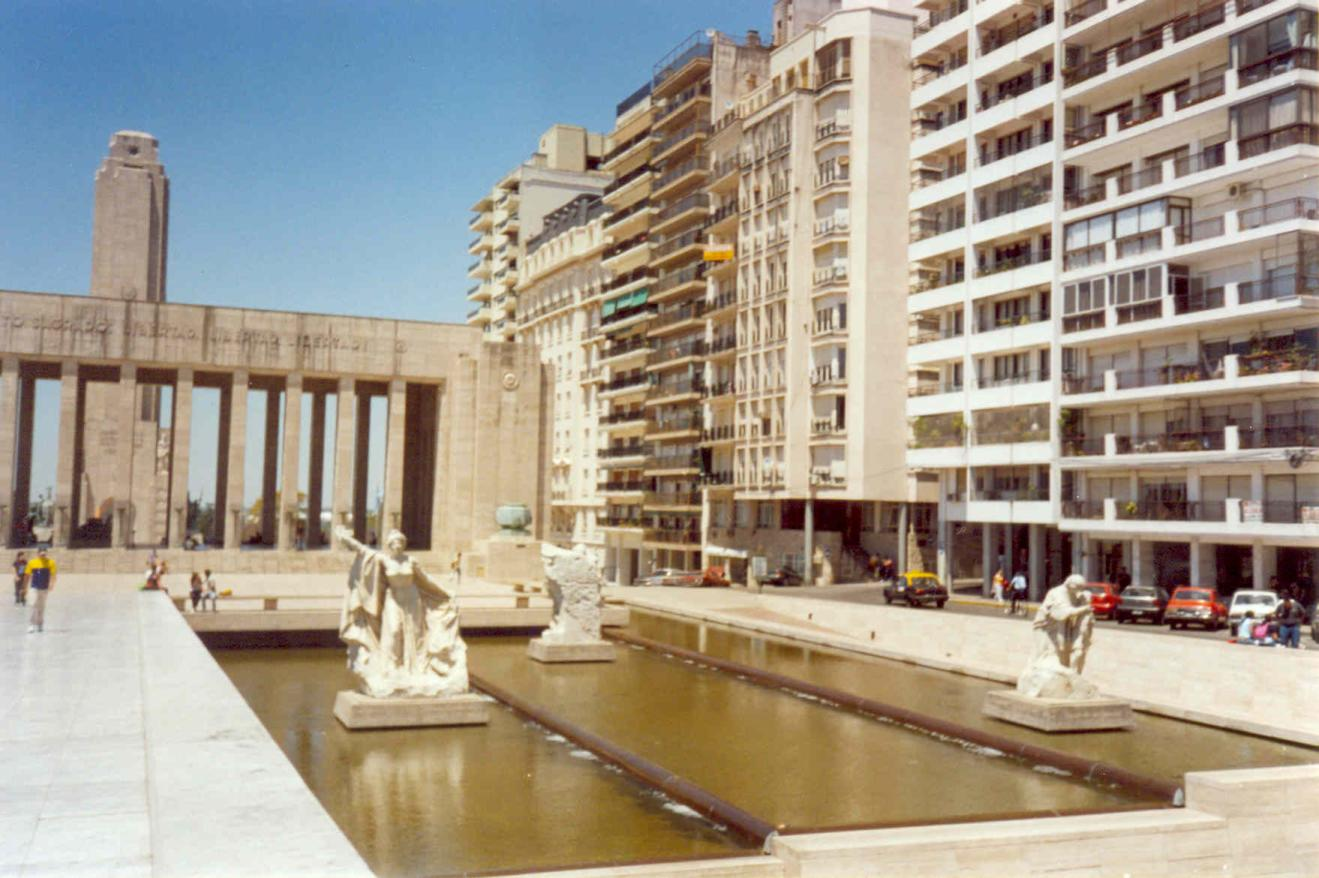
Esculturas de Lola Mora